# Ахмедова, Юлия Октаевна
Ю́лия Окта́евна Ахме́дова(род. 28 ноября 1982, Кант, Чуйская область, Киргизская ССР, СССР) — российская актриса, комик, продюсер, сценарист, бывшая участница команды КВН «25-я», участница и креативный продюсер телешоу Stand Up.

## Биография
Родилась 28 ноября 1982 года в городе Канте Киргизской ССР. Отец Октай Ахмедов — военный лётчик-истребитель, по национальности азербайджанец; мать — украинка, домохозяйка. Есть младшая сестра Александра. Отца Юлии по службе часто распределяли в разные военные части, из-за чего семья меняла города, а сёстры учились в 6–7 разных школах.
В 1997 году Юлия участвовала в программе «Звёздный час», которую вёл Сергей Супонев, и победила в ней. Подарки ей вручил дуэт «Чай вдвоём».
В 1999 году Ахмедова приехала в Воронеж поступать в университет. Проживала с семьёй в районе Машмет. Окончила Воронежский государственный архитектурно-строительный университет (строительно-технологический факультет).
В 2005 году переехала в Москву. С 2003 по 2012 год была капитаном команды «25-я», вышедшей в 2010 году в финал Высшей лиги КВН. Многократная обладательница звания «КВНщица года».
В 2008 году стала сценаристом телесериала «Универ». С 2012 года являлась креативным продюсером телешоу «Comedy Woman» на телеканале ТНТ. Также появилась в 78-м и 81-м выпусках в качестве гостя шоу. С самого основания шоу «Stand Up» была единственной девушкой — участницей и продюсером этого проекта.
Одна из победительниц традиционной премии журнала Glamour «Женщины года» 2020.
В 2020 году в интервью Ирине Шихман рассказала о пережитой депрессии и лечении.

## Телепроекты
| Годы      | Телепроект                   | Роль                                       |
| --------- | ---------------------------- | ------------------------------------------ |
| 1997      | Звёздный час                 | Победитель игры                            |
| 2003—2012 | КВН                          | Капитан команды «25-я»                     |
| 2008—2011 | Универ                       | Сценарист                                  |
| 2012—2020 | Comedy Woman                 | Креативный продюсер Гость выпусков 78 и 81 |
| 2013—2021 | StandUp                      | Участник Креативный продюсер               |
| 2015—2018 | Не спать                     | Судья                                      |
| 2016      | Импровизация                 | Участник выпуска 6                         |
| 2017—2020 | Открытый микрофон            | Член жюри                                  |
| 2017—2019 | Студия СОЮЗ                  | Участник выпусков 9, 22, 47, 83            |
| 2020      | Нам надо серьёзно поговорить | Автор, продюсер, ведущая                   |
| 2021      | Игра                         | Член жюри                                  |